# بلدة جنيفا (كانساس)
بلدة جنيفا هي واحدة من اثنتي عشرة بلدة في مقاطعة ألين، كانساس، الولايات المتحدة. اعتبارًا من تعداد 2010، كان عدد سكانها 119.

## روابط خارجية
- مدينة سيتي.كوم
- خرائط مقاطعة ألين: الحالية والتاريخية، KDOT